# (63) Ausonia
(63) Ausonia ist ein Asteroid des inneren Hauptgürtels, der am 10. Februar 1861 vom italienischen Astronomen Annibale de Gasparis am Osservatorio Astronomico di Capodimonte in Neapel entdeckt wurde.
Der Asteroid erhielt den Namen Ausonia nach verschiedenen, von den Griechen „Ausones“ genannten süd- und mittelitalischen Völkern. Nach einer Legende war Auson ihr König, ein Sohn von Odysseus und Kalypso oder Kirke. Später wurde Ausonia im Griechischen und Lateinischen zu einem poetischen Begriff für Italien selbst. Die Benennung erfolgte durch Ernesto Capocci (1798–1864), Direktor des Observatoriums in Neapel, der diesen Namen aus den ihm vorgeschlagenen auswählte.
Aufgrund der Bahneigenschaften wird (63) Ausonia zur Vesta-Familie gezählt und ist darin nach (4) Vesta das zweitgrößte Objekt.

## Wissenschaftliche Auswertung
Mit Daten radiometrischer Beobachtungen im Infraroten am Mauna-Kea-Observatorium auf Hawaiʻi im Juni 1973 sowie am Kitt-Peak-Nationalobservatorium in Arizona im März 1976 wurden für (63) Ausonia erstmals Werte für den Durchmesser und die Albedo bestimmt. Dabei ergaben sich aber sehr voneinander abweichende Werte für den Durchmesser von 88 bzw. 106 km, während für die Albedo 0,09 bzw. 0,14 bestimmt wurden. Aus Ergebnissen der IRAS Minor Planet Survey (IMPS) wurden 1992 Angaben zu Durchmesser und Albedo für zahlreiche Asteroiden abgeleitet, darunter auch (63) Ausonia, für die damals Werte von 103,1 km bzw. 0,16 erhalten wurden. Eine Auswertung von Beobachtungen durch das Projekt NEOWISE im nahen Infrarot führte 2011 zu vorläufigen Werten für den Durchmesser und die Albedo im sichtbaren Bereich von 103,0 km bzw. 0,16. Nachdem die Werte nach neuen Messungen mit NEOWISE 2012 auf 116,0 km bzw. 0,13 korrigiert worden waren, wurden sie 2014 auf 91,6 km bzw. 0,23 geändert. Nach der Reaktivierung von NEOWISE im Jahr 2013 und Registrierung neuer Daten wurden die Werte 2015 mit 104,7 km bzw. 0,25 angegeben, diese Angaben beinhalten aber hohe Unsicherheiten. Eine thermophysikalische Modellierung des Asteroiden, die hauptsächlich auf Daten von WISE/NEOWISE beruhte, aber auch Daten der Satelliten IRAS und AKARI verwendete, führte zu einem effektiven Durchmesser von 94,6 ± 2,4 km und einer visuellen Albedo von 0,19.

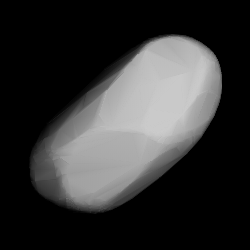
Berechnetes 3D-Modell von (63) Ausonia

Nach einer ersten visuellen Beobachtung der Helligkeitsschwankungen von (63) Ausonia, die in einer Untersuchung von 1950 zu einer vermuteten ellipsoidischen Gestalt mit einer Rotationsperiode von 9,3 h führte, erfolgte eine erste photometrische Studie vom 10. Februar bis 9. April 1977 am Osservatorio Astronomico di Torino in Italien. Die aufgezeichnete Lichtkurve wurde zu einer Rotationsperiode des Asteroiden von 9,297 h ausgewertet. Beobachtungen an einem privaten Observatorium in Rhode Island vom 23. Juli bis 15. September 1977 erbrachten eine Periode von 9,302 h. Auch Messungen am 10. und 11. März 1980 am La-Silla-Observatorium in Chile waren kompatibel zu der bereits bekannten Periode, allerdings zeigte die Lichtkurve eine etwa doppelt so große Amplitude wie damals. Neue Beobachtungen erfolgten am 28. Oktober 1981 wieder am Turiner Observatorium. Aus den Veränderungen der Lichtkurven wurde auf eine zigarrenförmige Gestalt des Asteroiden mit einem Achsenverhältnis von etwa 2,4:1:1 geschlossen. Bei weiteren Messungen am 24. Januar 1983 in Turin wurde nur eine neue Lichtkurve aufgezeichnet.
Aus den archivierten Lichtkurven der Jahre 1977 bis 1983 konnten in einer Untersuchung von 1984 erstmals zwei alternative Lösungen für die Position der Rotationsachse berechnet werden (allerdings ohne Angabe des Drehsinns), für die Achsenverhältnisse wurde 2,25:1:1 erhalten. Aus dem gleichen Datenbestand berechnete auch eine andere Untersuchung von 1986 sehr ähnliche Lösungen für die Position der Rotationsachse, hier allerdings explizit für retrograde Rotation, sowie eine Periode von 9,2976 h. Die retrograde Rotation mit einer Periode von 9,2935 h wurde auch durch eine Untersuchung von 1987 bestätigt.
Bei neuen photometrischen Beobachtungen des Asteroiden 1984/85 und 1987/88 mit dem Carlsberg-Meridiankreis am Roque-de-los-Muchachos-Observatorium auf La Palma konnten jeweils nur sehr lückenhafte Lichtkurven gewonnen werden, die aber mit einer Rotationsperiode von 9,29 h die früheren Werte bestätigte. Zwei Messungen am La-Silla-Observatorium konnten die bereits bekannte Rotationsperiode ebenfalls bestätigen: Beobachtungen am 17. und 19. April 1991 führten zur Bestimmung eines Werts von 9,299 h.
In einer neuen Untersuchung von 1995 wurden dann aus den Lichtkurven der Jahre 1977 bis 1983 wieder zwei zu den früheren Bestimmungen ähnliche Positionen für die Rotationsachse mit retrograder Rotation erhalten, die Achsenverhältnisse wurden zu 2,2:1,1:1 bestimmt und für die Rotationsperiode ein Wert von 9,2976 h gefunden. Auch eine Berechnung am Charkiw-Observatorium in der Ukraine von 1996, bei der nun Beobachtungsdaten bis 1985 verwendet wurden, ergab wieder zwei ähnliche alternative Polachsen mit retrograder Rotation mit einer Periode von 9,2977 h und auch ähnliche Achsenverhältnisse.
Eine Beobachtung am 2. April 1998 mit dem Hubble-Weltraumteleskop bevorzugte eine der zuvor bestimmten Positionen der Rotationsachse. Die Gestalt des Asteroiden wurde als verlängertes Ellipsoid mit Achsen von 151 × 66 × 66 km, entsprechend einem effektiven Durchmesser von 87 km beschrieben.
Neue photometrische Beobachtungen des Asteroiden vom 2. bis 4. April 1998 an der Außenstation Fracastoro des Osservatorio Astrofisico di Catania führten zur Bestimmung einer Periode von 9,282 h. Eine weitere Untersuchung von 2000 verwendete dann die Lichtkurven der Jahre 1977 bis 1998 um wieder eine Position für die Rotationsachse mit retrograder Rotation zu erhalten, während die Achsenverhältnisse zu 2,4:1:1 bestimmt wurden.
Mit den von 1976 bis 1991 archivierten Daten aus dem Uppsala Asteroid Photometric Catalogue (UAPC) wurde dann in einer Untersuchung von 2003 ein dreidimensionales Gestaltmodell des Asteroiden für zwei Positionen der Rotationsachse mit retrograder Rotation und einer Periode von 9,29759 h bestimmt. Das Modell zeigt eine länglich-ellipsoidische Form mit Achsenverhältnissen von 1,9:1:1 und eine mäßige Albedo-Asymmetrie. Durch die Auswertung von drei Beobachtungen einer Sternbedeckung durch den Asteroiden am 22. Dezember 2000 konnte dann in einer Untersuchung von 2011 aus den zuvor bestimmten alternativen Rotationsachsen eine eindeutige ausgewählt werden, für den mittleren Durchmesser wurde ein Wert von 90 ± 18 km bestimmt.

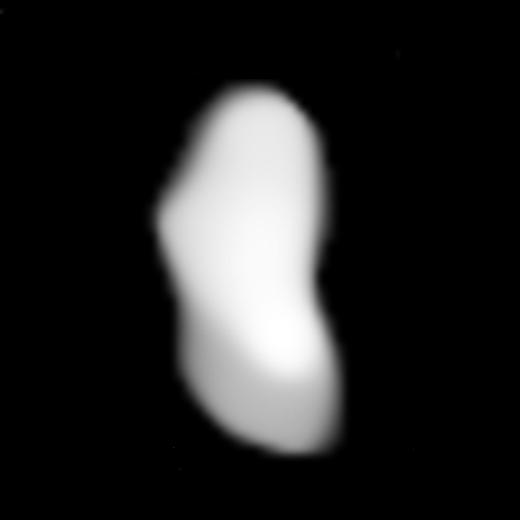
Aufnahme von (63) Ausonia durch das Very Large Telescope (VLT) am 28. September 2018

Zwischen 2012 und 2018 wurden mit der All-Sky Automated Survey for Supernovae (ASAS-SN) auch photometrische Daten von 20.000 Asteroiden aufgezeichnet. Auf mehr als 5000 davon konnte erfolgreich die Methode der konvexen Inversion angewendet werden, darunter auch (63) Ausonia, für die in einer Untersuchung von 2021 ein verbessertes dreidimensionales Gestaltmodell für eine Rotationsachse mit retrograder Rotation und einer Periode von 9,2976 h berechnet wurde. Aus archivierten Daten des Asteroid Terrestrial-impact Last Alert System (ATLAS) aus dem Zeitraum 2015 bis 2018 konnte in einer Untersuchung von 2022 mit der Methode der konvexen Inversion eine Rotationsperiode von 9,2975 h berechnet werden.
Abschätzungen von Masse und Dichte für den Asteroiden (63) Ausonia aufgrund von gravitativen Beeinflussungen auf Testkörper hatten in einer Untersuchung von 2012 eine Masse von etwa 1,53·1018 kg ergeben, was mit einem angenommenen Durchmesser von etwa 94 km zu einer Dichte von 3,46 g/cm³ führte bei keiner Porosität. Diese Werte besitzen eine Unsicherheit im Bereich von ±24 %. Ein umfangreiches Programm der Europäischen Südsternwarte (ESO) zielte darauf ab, die 3D-Form und damit die Dichte von großen Hauptgürtel-Asteroiden zu ermitteln, um ihre Entstehung und Entwicklung besser zu belegen. Es wurden dazu mit dem adaptiven Optikinstrument SPHERE des Very Large Telescope (VLT) am Paranal-Observatorium in Chile hochauflösende Bilder von 42 großen (D > 100 km) Hauptgürtel-Asteroiden aufgenommen, darunter auch (63) Ausonia. Neben hochaufgelösten Bildern des Asteroiden konnten in der finalen Auswertung 2022 unter anderem folgende Daten erfasst werden:
- Mittlerer Durchmesser 93 ± 3 km
- Abmessungen in drei Achsen (152 × 77 × 69) km
- Masse 1,2·1018 kg
- Dichte 2,96 g/cm³
- Albedo 0,20
- Rotationsperiode 9,29759 h
- Position der Rotationsachse mit prograder Rotation

Im Jahr 2023 wurde aus photometrischen Messungen von Gaia DR3 erneut ein dreidimensionales Gestaltmodell des Asteroiden für eine Rotationsachse mit retrograder Rotation und einer Periode von 9,2976 h berechnet.